# سكوت بالغوتا
سكوت بالغوتا (بالإنجليزية: Scott Palguta)‏ (23 أغسطس 1982 في الولايات المتحدة - ) هو لاعب كرة قدم أمريكي في مركز الدفاع. لعب مع كولورادو رابيدز وRochester Rhinos ‏ وCape Cod Crusaders ‏.

## وصلات خارجية
- سكوت بالغوتا على موقع الدوري الأمريكي (الإنجليزية)
- سكوت بالغوتا على موقع قاعدة بيانات كرة القدم.إي يو (الإنجليزية)